# Mehran
Mehrān (farsi مهران) è il capoluogo dello shahrestān di Mehran, circoscrizione Centrale, nella provincia di Ilam. Aveva, nel 2006, una popolazione di 13.118 abitanti. Si trova nella parte più occidentale della regione di Ilam, al confine con l'Iraq.